# Lokivetmab
Lokivetmab (Handelsname Cytopoint, Hersteller Zoetis) ist ein monoklonaler Antikörper gegen canines Interleukin 31, der bei Haushunden zur Behandlung der atopischen Dermatitis eingesetzt wird. Der Wirkstoff ist seit 2015 in den Vereinigten Staaten und seit 2017 in der EU zugelassen und wird einmal monatlich subkutan injiziert. Eine placebokontrollierte Doppelblindstudie konnte eine Verbesserung des klinischen Bildes und eine deutliche Reduzierung des Juckreizes nachweisen, die dem Einsatz von Ciclosporin überlegen war. Da der Antikörper dem normalen Proteinabbau unterliegt, ist der Einsatz auch bei Tieren mit Leber- oder Nierenschäden möglich. Klinisch waren keine Nebenwirkungen nachweisbar.